# Obišircultuur
De Obišircultuur (Kirgizisch: Обишир маданияты, Russisch: Обиширская  культура, Obisjirskaja koeltoera, Engels: Obishir culture, Obishirian) is een archeologische cultuur uit het mesolithicum (9e-6e millennium v.Chr.) vernoemd naar de Obiširgrotten in Kirgizië. Er werden resten van as, vuurstenen werktuigen en sieraden van bot en steen gevonden. Jagers in Obišir jaagden op argali, geiten, gazellen, reeën en wilde zwijnen. Kernen en microklingen werden gevonden op sites in de centrale Ferganavallei. In sommige woningen werden pijlen en stenen sikkels gevonden die geschikt waren voor het oogsten van grassen. Het belangrijkste wapen was de pijl en boog. Bewerkte huiden en vellen werden gebruikt voor het maken van kleding en leren gebruiksvoorwerpen. Het verwerken van hout, been en gewei speelde een belangrijke rol in het huiselijke leven. De bewoners leidden een semi-nomadisch leven en gebruikten natuurlijke grotten als schuilplaatsen. Er wordt aangenomen dat ze ook lichte hutten op de vlakten bouwden. 
Er wordt vermoed dat er al een begin was van domesticatie van geiten. De cultuur wordt gezien als de basis van de vroege neolitische cultuur in de Ferganavallei.